# N (ZONE)
Pour les articles homonymes, voir N.
Albums de ZONE
O
(2002)
Compilations par ZONE
E ~Complete A side Singles~
(2005)
Singles
N est le 3e et dernier album du groupe ZONE avant leur séparation, il est sorti sous le label Sony Music Records le 18 février 2004 au Japon.

## Présentation
L'album atteint la 9e place du classement de l'Oricon, et reste classé pendant 10 semaines. C'est le premier album avec TOMOKA, ainsi que le premier sans TAKAYO même si certaines chansons de l'album ont été créés lorsqu'elle était encore présente. Il sort en format CD et CD édition limitée. L'album contient treize pistes dont, les face-A de leurs cinq singles Shiroi Hana, True Blue / Renren..., H.A.N.A.B.I ~Kimi ga Ita Natsu~, Boku No Tegami et Sotsugyō et une version live de la chanson Secret Base ~Kimi ga Kureta Mono~; ainsi que six chansons inédites.

## Liste des titres
| 1.  | Sotsugyō (卒業)                                                                | 4:38 |
| 2.  | Come to myself                                                                 | 5:03 |
| 3.  | Rocking (ROCKING)                                                              | 4:14 |
| 4.  | Bible                                                                          | 4:53 |
| 5.  | BeaM                                                                           | 4:06 |
| 6.  | Like                                                                           | 4:52 |
| 7.  | prayer                                                                         | 4:36 |
| 8.  | Shiroi Hana (acoustic ver.) (白い花 <acoustic ver.>)                           | 4:38 |
| 9.  | True Blue                                                                      | 4:10 |
| 10. | Boku No Tegami (僕の手紙)                                                      | 4:46 |
| 11. | Renren... (恋々・・・)                                                         | 4:10 |
| 12. | H.A.N.A.B.I ~Kimi ga Ita Natsu~ (H・A・N・A・B・I 〜君がいた夏〜)              | 4:26 |
| 13. | Secret Base ~Kimi ga Kureta Mono~ (secret base 〜君がくれたもの〜 <LIVE ver.>) | 6:09 |